# Magna Charta Libertatum

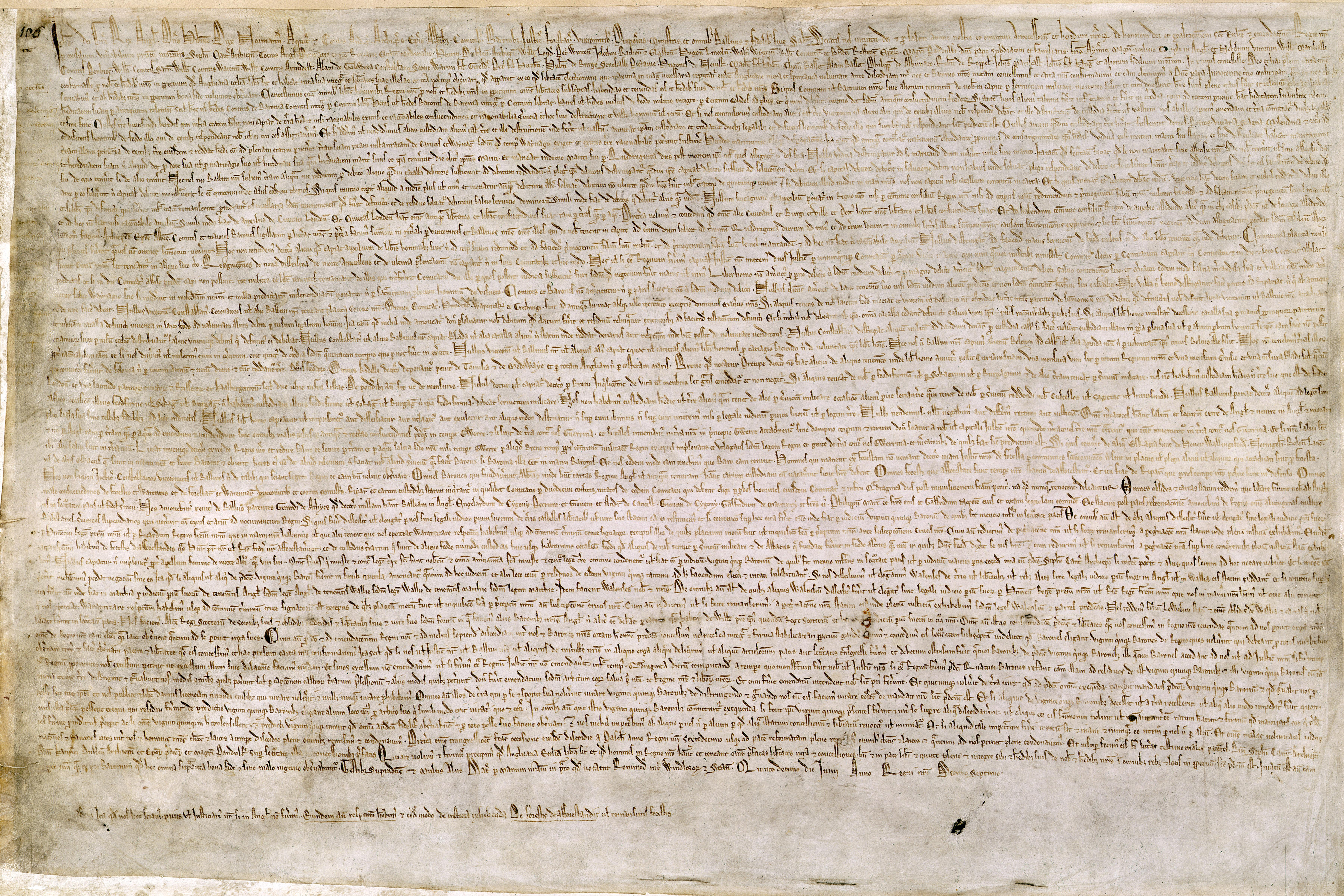
Magna Carta

Magna Charta Libertatum (expresie latină; în engleză: „The Great Charter”; în traducere: Marea Cartă a Libertăților; forme scurte „Magna Charta” și „Magna Carta”) este un document emis  în Anglia în 1215 în timpul domniei regelui Ioan Fără de Țară. Prin această Cartă se urmărea îngrădirea puterii regelui în scopul eliminării abuzurilor comise de monarh sau de reprezentanții săi direcți, precum și garantarea unui număr de drepturi pentru toți cetățenii. În timp, Magna Carta s-a afirmat ca un element de bază al parlamentarismului englez.

## EmitereaMagnei Carta
Sfătuiți de Langton, arhiepiscopul de Canterbury, o parte dintre nobilii englezi formează o confederație cu scopul de a obține reemiterea cartei din timpul lui Henric al II-lea, tatăl regelui.
La 6 ianuarie 1215 nobilii se prezintă în fața regelui Ioan, cu ocazia jurământului de vasalitate depus de acesta față de Scaunul Pontifical, și îi prezintă o petiție în care își susțin cererile. Acesta cere răgaz de gândire până la sărbătorile de Paște, iar confederații acceptă. În lunile care urmează, fiecare tabără își trimite emisarii pentru a obține sprijinul Papei, adevăratul suveran al Angliei. Acesta hotărăște să îl sprijine pe rege și cere clericilor englezi să le refuze răsculaților sprijinul. Clerul englez nu respinge ordinul papal, dar tergiversează foarte mult punerea sa în aplicare. Unii clerici ajung sǎ se alieze cu nobilii.
La 27 aprilie 1215, nobilii revin la data indicată de rege și îi prezintă din nou acestuia cererile lor. Regele își dă seama că, dacă semnează Carta, rolul său va deveni unul decorativ, așa că refuză negocierile. Confederații încep imediat insurecția atacând castelul din Northampton și ocupând Bedfordul. La 10 iunie 1215, confederații pun stăpânire pe Londra, după negocieri intense cu notabilitățile orașului.
La 15 iunie 1215, regele, rămas aproape fără sprijin, semnează și aplică Marele Sigiliu pe Cartă la Runnymede(un district din comitatul Surrey). Copii ale documentului sunt trimise în întreaga Anglie, atât funcționarilor regali de rang superior, cât și vârfurilor ierarhiei Bisericii Catolice.